# Colagne
Die Colagne ist ein Fluss in Frankreich, der im Département Lozère in der Region Okzitanien verläuft. Sie entspringt in der Landschaft Margeride, im Gemeindegebiet von Arzenc-de-Randon und durchströmt in ihrem Quellgebiet den Stausee Lac de Charpal. Die Colagne entwässert zunächst in westlicher Richtung, schwenkt dann auf Südwest und mündet nach rund 58 Kilometern unterhalb von Le Monastier-Pin-Moriès als rechter Nebenfluss in den Lot. In ihrem Mittelteil und Unterlauf fließt sie an der östlichen Grenze des Regionalen Naturparks Aubrac.

## Orte am Fluss
- Rieutort-de-Randon
- Ribennes
- Saint-Léger-de-Peyre
- Marvejols
- Chirac
- Le Monastier-Pin-Moriès